# Армяне в Пакистане
Армяне в Пакистане — этнические армяне, проживающие в Пакистане. Многие армяне мигрировали в Карачи во время экономического бума в начале XX века. Известные армянские общины в Пакистане можно найти в городах Карачи, Лахор и в столице, городе Исламабад.

## История
Вследствие османских и сефевидских завоеваний Армянского нагорья в XV веке нашей эры многие армяне расселились по Османской и Сефевидской империям, а некоторые в конечном итоге достигли Индии Великих Моголов. В период правления Акбара армяне, такие как жена Акбара Мариам Бегум Сахеба и верховный судья Абдул Хай, приобрели престиж в империи. В то время как армяне завоевали авторитет в качестве губернаторов и генералов в других частях Индии, таких как Дели и Бенгалия, они также присутствовали в Лахоре.
Армянские надписи 1606 и 1618 годов были обнаружены археологами в 1901 году в районе Тал Чотиали, округ Лоралай, Белуджистан. В начале XVII века здесь была основана армянская община. В 1908 году британский офицер писал:
Никаких армянских колоний в Калатском округе обнаружить не удалось. Следовательно, нам следует предположить, что армянские поселенцы XVII века, приняв ислам, полностью слились с коренными племенами брахуи и белуджей.
Еще в XVI веке, во времена Империи Великих Моголов, в Лахоре существовала крупная армянская община. В Лахоре также был огороженный армянский квартал недалеко от форта Лахор с армянскими церковью и кладбищем, а армянские и грузинские артиллеристы были наняты губернатором Мир Манну во время вторжения Ахмада-шаха Дуррани; участники экспедиций голландской Ост-Индской компании в Лахор писали о многочисленных армянских священниках. Армянская община процветала в городе, и хотя большинство из них были обычными торговцами, члены общины также были известны как владельцы пивоварен и винных магазинов. При императоре Великих Моголов Акбаре в Лахоре существовала церковь, «использовавшаяся армянскими христианскими торговцами».
В 1711 году в Лахоре появился епископ Армянской апостольской церкви. Однако многие армяне, в том числе двадцать купцов со своими семьями, бежали из города после того, как могольский наместник стал угрожал им. Община в течение XVII и XVIII веков сильно сократилась, но с приходом власти Британской Индии присутствие армян в этой части Южной Азии продолжалось до начала XX века. В 1907 году оставшихся армян в Лахоре посетил армянский архиепископ Саак Айвадян, предстоятель Индийской епархии в Калькутте.